# 纪 (地质学)
| 编·历地质年代学和地层学单位 |                     |                                     |
| 年代地层學 岩段（地层） | 地质年代學 時間間隔 | 说明                                |
| 宇 | 宙                  | 共有4个，大於5亿年                  |
| 界 | 代                  | 共有14个，數亿年                    |
| 系 | 纪                  | 共有22個，數千萬至數億年            |
| 统 | 世                  | 共有34個，數千万年                  |
| 阶 | 期                  | 共有99個，数百万年                  |
| 带 | 时                  | 小于期，国际地层委员会（ICS）不使用 |
| 规范用法：恐龙生活在侏罗纪（时间），恐龙化石在侏罗系地层中找到。上、下修饰年代地层单位。早、晚修饰地质年代单位。（例:下白垩统对应早白垩世） |                     |                                     |

纪（period）是地质学上的时间单位，将代区分为更小的时间周期，同理代把宙区分为更小的周期。在地球科学里岩石、尤其是成序列的岩石叫地层。
对存在有序排列的“柱状岩石”组成部分，其具体形成的时期，原因都是地质研究的重点。贴切的时间单位通常意味着对应有相似特征的岩石地层单位，这种特征同时发生的其他地方作为岩层沉积物被掩埋在地下。